# Biddles Corner
Biddles Corner é uma comunidade sem personalidade jurídica do Condado de New Castle, Delaware, Estados Unidos. Biddles Corner está localizado na intersecção da Rota 13 e a Penn Port Road, a leste da praça de pedágios de Biddles está a Rota 1 Delaware, usada como acesso sul a Chesapeake and Delaware Canal. 